# 701
Évszázadok: 7. század – 8. század – 9. század
Évtizedek: 650-es évek – 660-as évek – 670-es évek – 680-as évek – 690-es évek – 700-as évek – 710-es évek – 720-as évek – 730-as évek – 740-es évek – 750-es évek
Évek: 696 – 697 – 698 – 699 –  700 – 701 – 702 – 703 – 704 – 705 – 706

## Események

### Európa
- Raginpert volt torinói herceg, aki az előző évben bitorolta el a longobárd trónt Novara mellett legyőzi az elűzött kiskorú Liutpert régensének, Ansprandnak a seregét. Ansprand II. Theodo bajor herceghez menekül. Raginpert röviddel később meghal és Liutpert visszatér az itáliai Longobárd Királyság élére.
- Meghal Egica vizigót király. Utóda fia, Wittiza, aki 694 óta apja társuralkodója.
- Meghal Aszparuh, a Bolgár Birodalom alapítója. Utóda fia, Tervel.
- Meghal I. Sergius pápa. Utódjául VI. Ioannest választják.[1]

### Omajjád Kalifátus
- Irakban a felkelő Abd al-Rahmán ibn al-Asat eléri Bászrát, ahol a lakosság ünnepelve fogadja. Abd al-Malik kalifa állítólag 150 ezres seregétől azonban vereséget szenved és a szintén vele rokonszenvező iraki fővárosba, Kúfába vonul vissza. Ibn al-Asat a koponyakolostori csatában ismét vereséget szenved, majd keletre menekül és Zábulisztánban nyoma vész.
- A kalifa féltestvére, Muhammad ibn Marván az iraki harcok után meghódoltatja Örményország Eufrátesztől keletre fekvő, eddig bizánciak által ellenőrzött részét.

### Japán
- Monmu császár kezdeményezésére kínai mintára megreformálják az állam adminisztratív szervezetét (Taihó törvény). A kormányzat két szintű lesz, egy magasabbrendű vallási és alacsonyabbrendű világi kormánnyal; ezenkívül új tartományi rendszert vezetnek be.
- A császári udvarban megalapítják az "elegáns zene" (gagaku) akadémiáját.

## Születések
- Li Paj, kínai költő
- III. Jazíd, Omajjád kalifa
- Sómu, japán császár
- Kómjó, japán császárné

## Halálozások
- szeptember 8. – I. Sergius, római pápa[1]
- Aszparuh, bolgár kán
- Egica, vizigót király
- Reginpert, longobárd király

## Fordítás
- Ez a szócikk részben vagy egészben  a(z)   701 című angol Wikipédia-szócikk ezen változatának fordításán alapul.  Az eredeti cikk szerkesztőit annak laptörténete sorolja fel. Ez a jelzés csupán a megfogalmazás eredetét és a szerzői jogokat jelzi, nem szolgál a cikkben szereplő információk forrásmegjelöléseként.